# A (torrente)

## Percorso
L'A è un torrente del Canton Vallese. Dà il nome alla valle in cui scorre, situata poco lontano dal confine con la Valle d'Aosta. Nasce dal monte La Tsavre, e si immette nel Drance d'Entremont nei pressi del comune di Liddes dopo 9 km.